# 10 Wierchnieuralska Dywizja Strzelecka
10 Wierchnieuralska Dywizja Strzelców Górskich (ros. 10-я Верхнеуральская горных стрелков дивизия) – związek taktyczny piechoty Białych podczas wojny domowej w Rosji.
Dywizja została sformowana 1 lutego 1919 r. jako Zbiorcza Dywizja Uralska. W jej skład weszli żołnierze z 23 Miasskiego i 24 Satkinskiego Pułków Strzeleckich 6 Uralskiej Dywizji Strzelców Górskich oraz 29 Orenburskiego Kozackiego Pułku Kawalerii. Zgrupowano ich w 37, 38, 39 i 40 Pułkach Strzelców Górskich. Podporządkowano ją V Sterlitamakskiemu Korpusowi Armijnemu Samodzielnej Armii Orenburskiej. 26 kwietnia dywizję przemianowano na 10 Dywizję Strzelców Górskich. Dowódcą został płk K.Ł. Kononow. Funkcję szefa sztabu pełnił esauł Afanasjew. 25 maja dywizja otrzymała przydomek Wierchnieuralska. We wrześniu poddała się wojskom bolszewickim pod Orskiem i Aktiubińskiem.